# Julio Borrell
Julio Borrell y Pla (Barcelona, 1877-íb., 1957) fue un pintor y muralista catalán. Era hijo y discípulo de Pere Borrell del Caso. Su hermano Ramón Borrell y Pla fue también pintor.

## Biografía
Autor de una gran cantidad de obras, su estilo se definió por los retratos femeninos, así como por las decoraciones murales basadas en aspectos de carácter religioso, desde el academicismo con tintes naturalistas. Pintó el retrato de José Ferrer y Vidal para la Galería de Catalanes Ilustres (1906) y participó en la decoración mural del Palacio de la Generalidad de Cataluña con el plafón dedicado al tamborilero del Bruch.
En la catedral de Barcelona se conservan dos obras suyasː El lavatorio de jueves santo (1895) y Carles V al capítulo de la orden del Toisón de Oro celebrado a la catedral de Barcelona,
Muy celebradas fueron sus pinturas relativas a los atentados de Barcelonaː una representando el juicio del caso Rull (Juan Rull) y otra la salida del viático después del atentado del Liceo (1896-97, colección particular).
Obtuvo mención honorífica en las Nacionales de Bellas Artes de 1895 y 1897, así como una tercera medalla en la edición de 1901 por el lienzo Pompa circense (1901, Museo del Prado, no expuesto).
También destacó en el dominio de la técnica del pastel. 